# Aliaksandr Kuzmichou
Aliaksandr Kuzmichou es un deportista bielorruso que compitió en atletismo adaptado. Ganó dos medallas en los Juegos Paralímpicos de Atenas 2004.

## Palmarés internacional
| Juegos Paralímpicos | Juegos Paralímpicos | Juegos Paralímpicos | Juegos Paralímpicos |
| Año                 | Lugar               | Medalla             | Prueba              |
| ------------------- | ------------------- | ------------------- | ------------------- |
| 2004                | Atenas (Grecia)     | Medalla de plata    | Triple salto F12    |
| 2004                | Atenas (Grecia)     | Medalla de bronce   | 400 m T12           |